# Tessie Camilleri
Tessie Camilleri (ur. 1 stycznia 1901 w Sliemie, zm. 2 października 1930) – pierwsza kobieta, która została absolwentką uczelni wyższej na Malcie.   

## Życiorys
Tessie Camilleri urodziła się 1 stycznia 1901 r. w Sliemie. Pochodziła z wykształconej rodziny, jej ciotka Giulia Camilleri, była inspektorem szkolnym, a trzy inne ciotki prowadziły prywatną szkołę w Valletcie. W czerwcu 1919 r., razem z Blanche Huber, zapisały się na studia na Uniwersytecie Maltańskim, a w październiku rozpoczęły studia jako pierwsze kobiety na Malcie. Tessie studiowała na wydziale sztuk wyzwolonych, a Blanche na wydziale medycyny. Uczyła się literatury angielskiej, filozofii i literatury łacińskiej. Studia Camilleri były krótsze, 2 maja 1922 r. została pierwszą absolwentką uczelni wyższej na Malcie. Huber ukończyła studia w 1925 r. Wyszła za mąż za Edgara Stainesa, pracującego w administracji na Uniwersytecie Maltańskim, z którym miała czworo dzieci. Zmarła w wieku 29 lat, 2 października 1930 r.

## Rola w edukacji kobiet
Tessie Camilleri i Blanche Huber odegrały dużą rolę w rozwoju maltańskiego szkolnictwa wyższego. Były pionierkami, które zachęciły inne kobiety do kształcenia się. Do 1972 r. liczba absolwentek osiągnęła 30 (21,13% ogólnej liczby absolwentów w tym roku). Do 1980 r. odsetek kobiet wciąż wynosił poniżej 33% (45 kobiet, 137 mężczyzn), liczba ta pozostała taka sama do późnych lat osiemdziesiątych. W październiku 1991 r. studentki na Uniwersytecie Maltańskim po raz pierwszy przewyższyły liczbą mężczyzn (684 kobiety, 680 mężczyzn). W październiku 2007 r. przyjęto na uniwersytet 1829 kobiet i 1336 mężczyzn. 

## Upamiętnienie
W 2007 r. jedna z alejek na kampusie Uniwersytetu Maltańskiego została nazwana na cześć Tessie Camilleri. Rektor Juanito Camilleri odsłonił tablicę upamiętniającą pierwszą absolwentkę. W uroczystości uczestniczyli jej synowie – Patrick Staines i Robert Staines.